# 爱好者

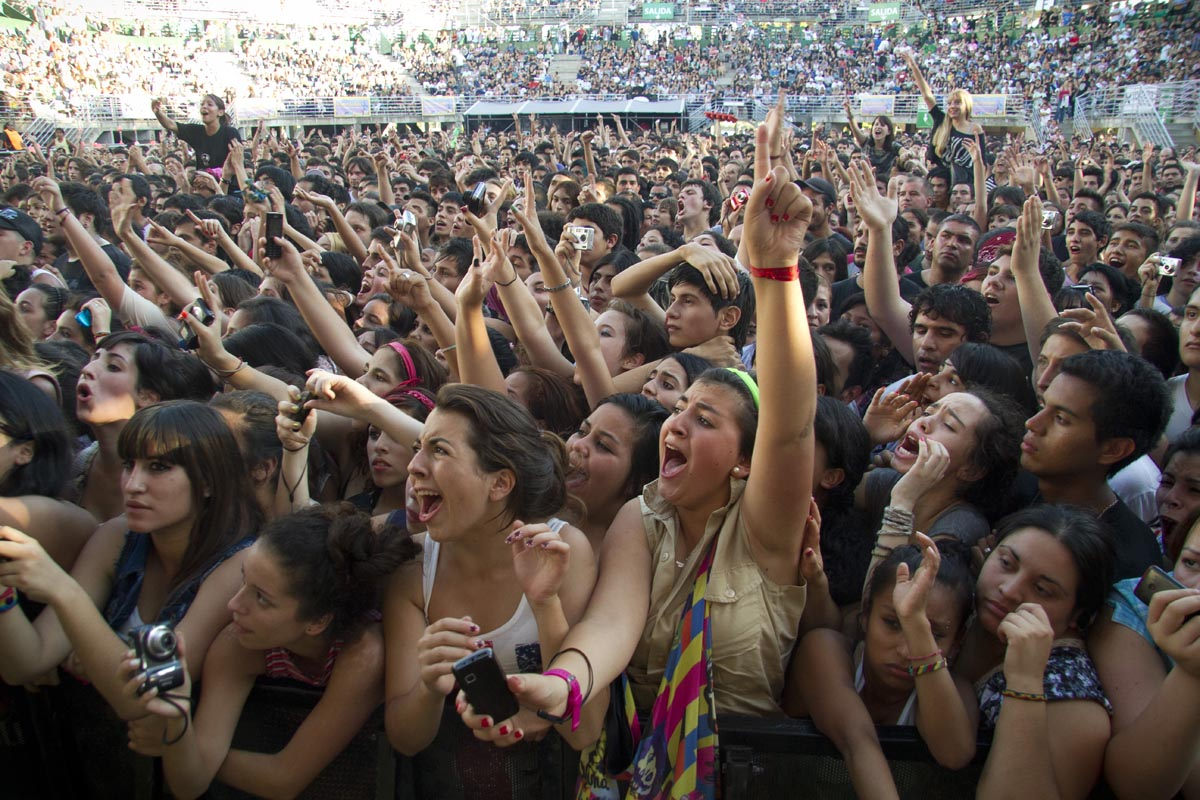
演奏会上的歌迷

愛好者俗称“粉絲”（英語：fans），是指對於各类偶像明星、人物、产品、藝術品、信念或流行趨勢抱有极度、无法抑制的喜愛與支持的人。独特事物的爱好者一般会设立自己的爱好者区域。他们会开办爱好者俱乐部、举办粉丝会、创办爱好者杂志、写粉丝信或参与类似的活动。

## 词源
在英语中，关于「fan」一詞的起源有不少让人混淆的地方。Paul Dickson在其「Dickson棒球辞典」中，引用William Henry Nugent关于19世纪英国拳击运动追随者的作品，追溯到fancy一词。它最初将fance缩减为同音词fans，这个词于1889年出现在美式英语中。另有许多人认为，它是fanatic一词的缩写版本，最早是用來形容狂熱的棒球隊支持者。（Fanatic一词，在1525年前后引入英语，表示“疯狂的人”。它来自现代拉丁语的fanaticus一词，意为“疯狂但非凡的启示”。这个词最初属于寺庙或神圣的地方「拉丁语：fanum，诗歌语英语：fane」。现代意义“极端热心”建立于1647年前后，将fanatic作为名词使用是在1650年前后。）然而，用「fancy」一词描述极度喜欢某事，源自不同的词形变化，只不过刚好与「fanatic」的含义相似。
「supporter（支持者）」在现今的英国英语中仍旧作为「fan」的同义词，特别是代表运动队的爱好者。然而，「fan」一词在包括英国的英文世界中流行起来。其「支持者」之意也被用于美国的政治语言中，作为总统、政党或政治争议的支持者。
在棒球爱好者群中淘汰的「怪人」一意，才使「fanatic」和「fancy」词义相等。

## 中文稱呼
「粉絲」一詞於2000年起源自台灣。
根據地域和文化的差異，爱好者又可称为「粉絲」、「〇〇迷」、「發燒友」等。
在傳統上，愛好者的稱法一般是在該項愛好後加上「迷」這字，例如歌迷、影迷等等。
「发烧友」一词源自香港的「音响器材爱好者」。在1950年代，当时的音响功放以管机（以真空管組裝而成的音響設備）为主。香港的天气炎热，当时民用冷气机尚未普及，当「音响器材爱好者」每次把玩器材或欣赏音乐时，总是弄得满脸通红、大汗淋漓，他们却乐此不疲。他们便自称为「发烧友」。

## 特点
粉丝通常对他们所关注的对象有着足够强烈的兴趣，以至于他们会在生活方式上做出一些改变，以适应对这一焦点对象的热爱。粉丝渴望外部参与——他们通过特定行为（参加会议、在线发帖、在家外展示队旗等）来展示他们对感兴趣领域的参与。粉丝们经常有“获取”与兴趣领域相关的物质对象的愿望，比如一支由著名大力士击出的棒球，或者他们音乐英雄使用过的吉他拣片。此外，一些粉丝也有与其他粉丝进行社交互动的愿望。这种互动可能采取多种形式，从随意的谈话、电子邮件、聊天室和电子邮件列表，到定期的面对面会议，如粉丝俱乐部会议和有组织的大会。
可以根据他们对爱好的参与程度或兴趣的强度（狂热程度）来区分几个不同的粉丝群体。一个兴趣主题被提升为粉丝文化的可能性似乎由其复杂性决定。复杂性因为需要花时间去“解开”兴趣主题，所以允许粉丝更长时间的参与其中。它也因为投入到主题中的心理努力，而增加了更强的归属感。

## 分类

### 名人
这些粉丝通常会对某位大牌电影明星、流行歌手、运动员或名人（参见青少年偶像）怀有迷恋。追星族就是一个例子，他们是某个乐队或音乐家的粉丝，会跟随他们进行巡回演唱会。对名人的崇拜程度可以从简单的迷恋，到错觉中认为自己与明星有特殊关系，而这种关系实际上并不存在。在极端情况下，这种崇拜可能会导致名人崇拜综合症(Celebrity worship syndrome)，甚至出现跟踪行为。这种迷恋很容易转变为对之前所爱名人的憎恨，并可能导致暴力攻击的企图，1989年丽贝卡·沙弗(Rebecca Schaeffer)被一个跟踪的粉丝杀害就是一个著名事件。
这与拟社会人际互动的概念有些相似，观众与媒体人物和名人发展出单向的关系。

### 游戏
游戏爱好者，通常被称为“玩家”，是专注于玩非体育类游戏的粉丝，这些游戏通常包括角色扮演游戏、桌面游戏、微缩战争游戏（Miniature wargaming）、集换式卡牌游戏或视频游戏。

### 御宅族
或“宅男/宅女”，是日语中用来形容那些有着强迫性兴趣的人的词汇。在日本，这个词通常带有贬义，而这种贬义在英语中并不存在，在英语里，它通常指的是那些热衷于动漫和漫画的粉丝。

### 政治
通常，那些认同或者自我归属于特定政治人物或政治团体的人被称为“支持者”，而不是“粉丝”，尽管有些政治人物拥有官方或非官方的“粉丝俱乐部”。

### 体育
体育迷可以是对某个特定运动员、队伍、运动项目，或者整个有组织的体育活动的热情支持者。体育迷通常会去体育场观看比赛，或在体育酒吧里观赛，或者在家通过电视观看，并通过报纸、网站和社交媒体关注相关新闻。
体育迷的心态通常是这样的：他们通过支持的运动员或球队，间接地体验比赛或赛事。这种行为会根据场所的不同而以多种方式表现出来。在体育场或竞技场，体育迷会通过欢呼来表达对某个事件、运动员或球队的喜悦，欢呼包括拍手、挥拳和向比赛场地及最终的受欢迎对象发出积极的呼喊。同样地，对某个事件、运动员或球队的不满可能会引起球迷的嘘声、辱骂和有时候向场地投掷物品。这种激烈的球迷反应通常被称为流氓行为。
当体育比赛中出现令人欢欣鼓舞的好戏时，观众有时也会将较轻、较无害的物品投掷到比赛场地上以示庆祝。这种情况在家队成员在曲棍球比赛中打进帽子戏法时最为常见。体育迷在赛事中表达不满的其他较温和方式包括简单的失望呻吟和沉默。这些行为通常意味着受欢迎的主队正被实力不济的客队压制，或已输给对方。
在北美，极度热情的球迷常被称为“超级粉丝”，他们会穿着夸张、华丽的服装或装束来展示他们的忠诚。那些以坚定的爱和不屈不挠的支持而闻名的球迷群体被称为狂热粉丝或极端粉丝。这些粉丝通常会在比赛开始前数小时聚集，进行所谓的“尾车聚会”（tailgation）。
在体育酒吧里，体育迷们常常聚集在一起，边享用食物和酒精饮料，边作为一个团体通过电视观看某个特定的体育赛事。体育酒吧经常会进行宣传，以期吸引特定球员或球队的粉丝们一起观看比赛，从而增强粉丝之间的联系并避免争斗。这可以在体育酒吧中营造出一种团结感，因为几乎所有粉丝对于喜爱的球队或运动员的好运与不幸都会有类似的感受和反应，所有的欢呼和嘘声似乎都会因此而同步。由于体育酒吧顾客对于喜爱的球队或运动员的忠诚度和感情强度，加之部分原因是酒精的供应，那些在体育酒吧外可能被视为不规矩或狂热的行为，在酒吧内通常更为常见。体育酒吧里体育迷的欢呼和嘘声的强度，往往可以与实际在体育赛事现场的粉丝相媲美，甚至在特别重要的比赛和赛事中更为强烈。

在家中，体育迷们或许只有少数同伴，但享有更多自由。这有时是最激烈的欢呼或嘲讽发生之地。在球迷自己的家里，无拘无束且持久的尖叫、哭泣、对家庭物品的破坏行为，以及其他表达喜悦或痛苦的行为，相较于体育酒吧或体育场馆而言，或许被视为更为可接受的，因为这些极端的行为可能会干扰到大量同样情绪的球迷，即使他们的情绪强度较低。体育迷在自家的反应中，最大的变量是球迷希望看到他们的队伍赢得比赛或表现良好的渴望强度，以及另一个人的存在：通常是妻子、孩子或朋友，他们可能是不那么热情的体育迷，甚至根本不是体育迷，这可能会显著抑制球迷对于极端正面或负面时刻的反应，因为他们害怕制造场面、吓到亲近的人，或是与他人疏远。体育迷们经常会邀请其他根性相近的球迷到自己家中，共同体验一场体育赛事，以便所有人都能尽情表达喜悦或不满，从而在过程中增强彼此的联系。通过体育相关的社交网络进行这种联系已变得越来越普遍。

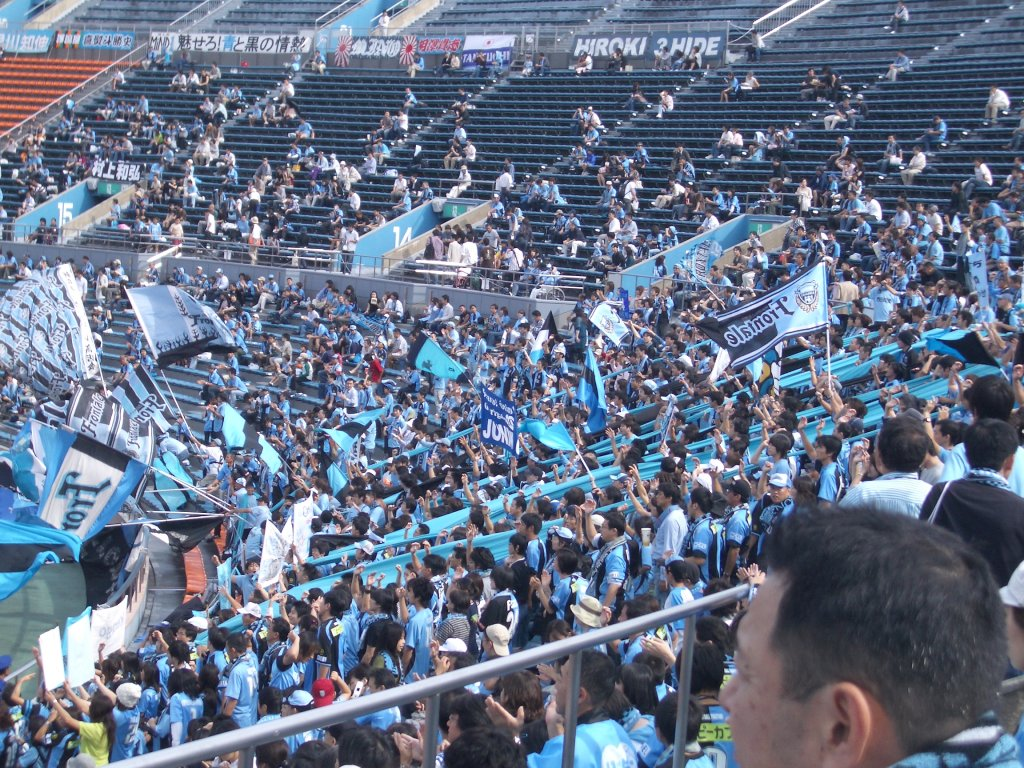
足球爱好者在场边为球队加油

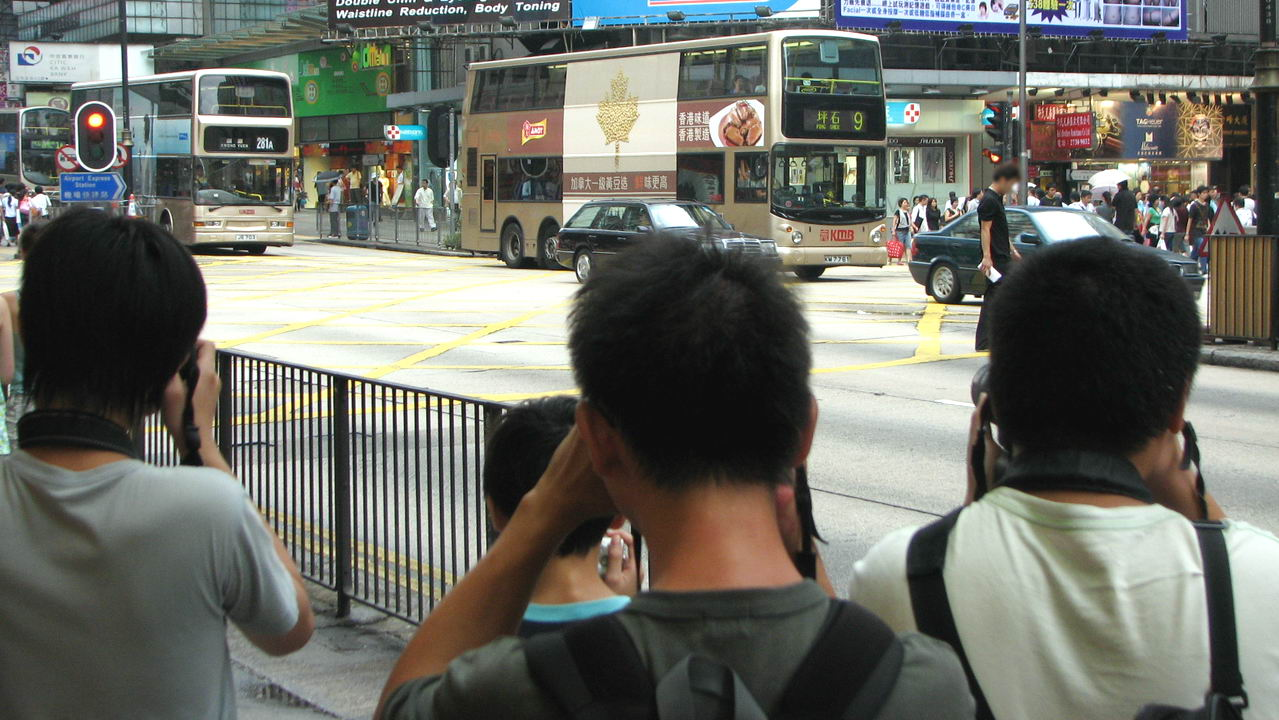
一群巴士爱好者，使用相機拍攝行走中的巴士

- 愛好者本身既喜愛也能運用所喜愛的技能，例如「書法愛好者」。
- 「粉絲」或「狂熱者」（XX狂）一詞除了表示強烈的愛好之外，有時也會帶有一種貶意，暗指這些人對於所喜好事物有一種非理性，不加思考的讚美和支持。
- 一般而言，一個團體、事物的愛好者們多會組成同好會（俱樂部）來作為彼此交流，凝聚認同感以及舉辦相關活動、互相分享相關作品，並可能藉此增加與偶像作直接觸的機會。
- 演藝人員有时会以雇用「職業歌迷」、「職業影迷」的方式，為自己相關的新聞美化版面，例如接機、送花、排隊、鼓掌等。這些演藝人員不見得知情，有時候是經紀人或相關廠商為了现场效果而私下安排的。
- 就算過了數年仍然熱愛著該事物。

## 粉丝心理和动机

### 体育
使人们成为粉丝，特别是体育迷的动因，已经被心理学家如默里州立大学的丹·万恩，以及传播学者如扬斯敦州立大学的亚当·恩哈特所研究。
他们认为人们成为球迷的原因归结于以下几个因素：首先，娱乐是一个因素，因为观看体育比赛是一种休闲方式。体育同样也是一种逃避现实的方式，成为球迷给了人们一个借口去大声呼喊，这在生活的其他领域可能是受限的。球迷的活动给参与者带来了欢乐和压力（担心自己支持的队伍可能会输）的混合体验，他们为此创造了“良性压力”这个名词。当比赛进展顺利，他们的球队表现出色时，球迷们会感受到欢乐；而当比赛对他们不利时，他们则会感到压力。这两种情绪之间的张力产生了一种不寻常的愉悦感或加剧的感官体验。
美学是吸引一些球迷的另一个因素，他们欣赏比赛中的精确性或技巧，或者在预先计划的“戏剧性”比赛中球员们的协调动作。家庭纽带是一些球迷活动的原因。一些家庭定期观看电视体育赛事，并把去体育比赛作为家庭外出活动，观看事件并形成彼此之间以及作为一个家庭的心理联系。没有生物学关系的其他人可能会像阿森纳球迷玛丽亚·佩特里(Maria Petri)所说的那样，将球队和球迷基地视为他们的家庭。参加体育赛事可以创造一种借来的自尊感，如果球迷与他们的球队有很强的认同感，以至于当他们的球队成功时，他们认为自己也是成功的（例如，在“我们赢了”这个短语中可以看出）。如果一个球迷强烈地认同他们最喜爱的球队，他们会对球队的表现做出反应，就好像球队的成功是个人的成功，球队的失败是个人的失败。

### 忠诚
粉丝对于其狂热对象所表达的忠诚，即为粉丝忠诚。这种忠诚可以是坚定的，也可以是薄弱的。心理学家已经对体育迷的忠诚进行了研究，并且经常有所回顾。
在各种粉丝团体中，不论男女粉丝有时会以不同的含义，将他们所在的团体视为“家族”，并通常对其保持极高的忠诚。
根据剑桥大学心理学家的一项研究，人们越是公开表达对公众人物的钦佩，当这位被崇拜的人出现“道德违规”行为后，粉丝对其的信任就越可能保持不变。

### "Stan"粉丝
“Stan"一词指的是对某位名人、电视节目、团体、音乐艺术家、电影或电影系列的狂热支持者和粉丝。这些狂热粉丝所痴迷的对象通常被称为"偏爱（bias）”（或"最爱（fave）"，尽管这是一个过时的说法）。这个词源于2000年美国说唱歌手艾米纳姆（Eminem）的歌曲《Stan》，歌曲讲述了一个痴迷和妄想的粉丝的故事。这个词经常用来形容那些狂热程度与歌中描述的强迫性角色相匹配的艺术家追随者。有时这个词被描述为"跟踪狂"（stalker）和"粉丝"（fan）的合成词，但这从未得到证实。一个名为"Stan Wars"或"stanipedia"的网站应运而生，专门用来举办不同粉丝群体之间的讨论和火拼。在韩国，与stan相当的词是sasaeng。Stan文化因其有害和拟社会人际互动性质而受到批评。